# ۶۵۴ (میلادی)
۶۵۴ (میلادی) ششصد و پنجاه و چهارمین سال تقویم میلادی است.

## رویدادها[۱]
بر اساس مکان
امپراتوری بیزانس
- امپراطور کنستانس دوم، پسرش کنستانتین چهارم، دو ساله، را به عنوان امپراتور مشترک (آگوستوس) منصوب می‌کند. او برای حکومت به عنوان پادشاه امپراتوری بیزانس بسیار جوان است و عنوان او همچنان یک نام کوچک است.

اروپا
- شاه رکسوینث قانون آزادی قضایی در تولدو را تدوین کرد، قانونی ویزیگوت‌ها مبتنی بر قانون روم، که برابری بین گوت‌ها و اسپانیایی-رومی‌ها را بدون توجه به تفاوت‌های نژادی یا فرهنگی برقرار می‌کند.

بریتانیا
- پادشاه پندا از مرسیا، آنگلیای شرقی را در بولکامپ نزدیک بلیتبورگ (سافولک) شکست می‌دهد. پادشاه آنا از آنگلیای شرقی و پسرش جورمین کشته می‌شوند.

- اتلهره جانشین برادرش آنا به عنوان پادشاه آنگلیای شرقی می‌شود و فرمانروایی مرسیا را می‌پذیرد (تاریخ تقریبی).

خلافت عربی
- معاویه، والی سوریه، پادگان بزرگی را در قبرس مستقر می‌کند. او جزیره یونانی کوس در دودکانیز را فتح می‌کند.

- مهاجمان عرب از رودخانه اکسوس عبور می‌کنند، جایی که بعدها ازبکستان نامیده شد. قبایل ترک کوچ‌نشین همچنان آسیای مرکزی را کنترل می‌کنند.

آسیا
- ۲۴ نوامبر - امپراتور کوتوکو پس از ۹ سال سلطنت درگذشت؛ کوگیوکو (خواهر بزرگترش) با نام سای‌می دوباره بر تخت سلطنت نشست.

- تاکاموکو نو کورومارو، یک دیپلمات ژاپنی، دوباره به سلسله تانگ فرستاده شد، اما پس از ورود به چانگ‌آن درگذشت.

- ناکاتومی نو کاماتاری، وزیر داخلی (نایدایجین) ژاپن، نشان شیکوان (کلاه بنفش) را دریافت کرد. [مبهم؛ اهمیت این موضوع مشخص نیست]

- مویول پادشاه پادشاهی کره‌ای شیلا شد.

بر اساس موضوع
دین
- ۱۰ آگوست - پاپ مارتین اول تبعیدی از مقام خود عزل و اوژن اول به عنوان هفتاد و پنجمین پاپ کلیسای کاتولیک روم جانشین او شد. در ۱۷ سپتامبر، مارتین به دلیل محکوم کردن امپراتور بیزانس، کنستانس دوم، در سال ۶۴۹، به قسطنطنیه برده شد و در ملاء عام تحقیر شد.

- فیلیبر، راهب فرانکی، هدیه‌ای از شاه کلوویس دوم نوستریا دریافت کرد و صومعه ژومیژ را در نرماندی تأسیس کرد.

## زادگان[۱]
- تاکه‌چی، شاهزاده ژاپنی (تاریخ تقریبی)

- تئودریک سوم، پادشاه فرانک‌ها (متوفی ۶۹۱)

## درگذشتگان[۱]
- 16 ژانویه - گائو جیفو، صدراعظم سلسله تانگ (متولد 596)

- 1 ژوئن - پیرهوس، ایلخانی قسطنطنیه

- 24 نوامبر - کوتوکو، امپراتور ژاپن (متولد 596)

- آنا، پادشاه آنگلیا شرقی (تاریخ تقریبی)

- کونال کوئل(Conall Cóel)، پادشاه عالی ایرلند

- دانچاد مک کونائینگ(Dúnchad mac Conaing)، پادشاه دال ریاتا (اسکاتلند امروزی)

- جیندوک از شیلا، ملکه شیلا

- جورمین، شاهزاده آنگلوساکسون (تاریخ تقریبی)

- تاکاموکو نو کورومارو، دیپلمات ژاپنی

‎